# Чечевичи
Чече́вичи (бел. Чачэвічы, диал. Чычэвічы) — деревня в составе Черноборского сельсовета Быховского района Могилёвской области Республики Беларусь.
В деревне имеется магазин, столовая, ФАП, клуб, базовая школа, почта, библиотека, центр отдыха и рыбалки, в окрестностях — несколько десятков баз отдыха.

## Географическое положение
Находится на берегу Чигиринского водохранилища, в 55 км от Могилёва, в 20 км от ст. Друть (железная дорога Могилёв — Осиповичи).

## Население
- 1791 год — 530 человек
- 1909 год — 794 человека
- 2010 год — 296 человек

## История

### Речь Посполитая
Село впервые упоминается в 1499 г., когда было владением Гаштольдов, периодически встречается в документах XVI века (к примеру, дело между виленским воеводой, канцлером, бельским старостой Олбрахтом Мартиновичем Гаштольдом и подляшским воеводой Янушем Костевичем), когда Чечевичи принадлежали уже Ходкевичам, но относились не к Быховскому графству, а к отдельному имению. В 1596 году упоминается в деле уже о размежевании владений с Ходкевичами. В 1720-х годах Чечевичи принадлежали Янишевским, в 1731 переданы в аренду Залесским, затем — в 1740-е гг. — переходят в руки помещиков Гонипровских, в 1729 году  21 двор. Деревня входила в состав имения Збышин-Чечевичи, в которое, помимо указанных поселений, входили Шалаевка и Грибова Слобода. В 16-18 в. — в Оршанском повете Витебского воеводства.

### Российская империя
С 1772 года — поселение на границе между Речью Посполитой и Российской империей, таможенный пункт. С 1793 года — в составе Российской империи, в Старобыховском (с 1852 г. — Быховском) уезде, который в 1793-96 гг. входил в состав Могилевского наместничества, в 1796—1802 гг. — Белорусской губернии, с 1802 — Могилевской губернии.
В 1791 году имение Збышин-Чечевичи было разделено между братьями Антоном и Феликсом Игнатьевичами Гонипровскими, Чечевичи вместе с Грибовой Слободой отошли последнему (по 8-й переписи — 264 души мужского и 266 душ женского пола). После разделения имения Феликс Гонипровский возвел православную церковь (в Збышине находилась униатская), которая располагалась около нынешнего Старого кладбища в урочище «Церковище». После смерти Феликса в 1827 году здание церкви было перенесено в Збышин.
Тогда же имение перешло по наследству сыну Феликса — штабс-капитану российской армии Юльяну Гонипровскому, который, судя по всему, вел хозяйство нерадиво, женился на бедной шляхтянке, в итоге, в 1829 году был вынужден уступить деревню Грибова Слобода мужу своей родственницы Иван Матвеевичу Чижу. В 1830-х кто-то из крестьян поджог хозяйственные строения помещика, сгорел флигель и господский хлебный магазин (располагались также в районе Старого кладбища). В середине 1830-х годов права на имение Чечевичи начала оспаривать сестра Юльяна — Юзефа и её муж Кароль Рошковский из Минской губернии. В конце концов, имение перешло в их руки. Именем помещицы был назван новый фольварк — Юзин (на месте ныне вымершей деревни Старый Юзин Кировского района). Владение было жестоким и беспорядочным.
В 1837 году 37 дворов, в 1849 году 45 дворов. Основным промыслом в те и последующие годы вплоть до начала 20-го века являлась рубка и перевозка леса, выгонка смолы.
В конце 1840-х через Чечевичи было проложено шоссе Могилев-Бобруйск, учрежден дилижанс и почтовая станция, перенесена корчма, между шоссе и самой деревней проложен шлях, обсаженный березами, последняя из которых упала в конце 1990-х гг. (местные жители называли их «Кацярынінскімі бярозамі»).
В 1841 году произошли волнения крестьян против помещика, так называемая «вайна». В 1863 году в имении, которое включало фольварк Юзин, деревни Чечевичи и Грибова Слобода, было 7600 десятин земли, а также земля под корчмой на шоссе Могилев-Бобруйск.
Во время национально-освободительного восстания 1863 года сын помещицы Северин Карлович Рошковский подозревался в сожжении моста через реку Друть, провел некоторое время в заключении, но в итоге был оправдан Могилевской военно-следственной комиссией. Тем не менее, на семейство была возложена обязанность выплаты контрибуции, вследствие чего было продано все: экипаж, мебель, хлеб и т. д., кроме строений в имении решительно ничего не осталось, помещики были вынуждены оставить имение и переселиться в Могилев. К 1875 году во владении Рошковских оставалось лишь 4285 десятин земли.
Со второй половины 19-го века Чечевичи в составе Чигиринской волости Быховского уезда Могилевской губернии.
В начале 20-го века несколько семей выехали в Сибирь, поселившись, в основном, наряду с выходцами из окрестных деревень, в деревне Новотроицкая Балахтинского района Красноярского края: Воробьевы, Горбачевы, Зайцевы, Кауровы, Ляховы, Левончиковы, Потемкины, Перевозниковы-Ивулевы, Пищевы, Романцовы, Степанцовы. Несколько десятков семей переселилось на хутора около деревень Збышин и Шалаевка: Воробьевы, Ворончуковы, Ивашковы, Кауровы, Клушаковы, Леончиковы, Мурашкевичи (Севастьяновы), Науменки, Печковские, Пищевы, Слесаревы, Толстяковы, Чахловы (после расселения хуторов в конце 1920-х жили в Збышине, Шалаевке, Борках).
В 1909 году 116 дворов и 794 жителя, почтовая станция, постоялый двор, несколько лавок.

### СССР
В 1918 оккупированы кайзеровскими, а затем польскими войсками. С 1919 по 1923 года в Быховском, а с 1923 по 1924 в Рогачёвском уезде Гомельской губернии РСФСР, с марта 1924 года в БССР, в 1924—1931 годах — центр Чечевичского района.

## Старосты Чечевич
1. 1828 год — Яков Григорьевич
2. 1865 год — Ивашков Прокоп Ильич (род. около 1840)
3. 1875 год — Ляхов Ерох Григорьевич (род. около 1845)
4. 1879 год — Левончиков Рыгор Герасимович (род. около 1835)
5. 1882 год — Бумажков-Бумаженко Андрей Авдеевич (род. около 1840)
6. 1894 год — Перевозников Полиет Ивулевич (род. около 1840)
7. [когда?]

 — Горбачёв Яков Савельевич (род. 1863)
8. 1907 год — Ивашков Тит Прокопович (род. 1860)
9. 1909—1910 гг. — Владимиров Аниська Осипович (род. около 1855)

## Известные уроженцы
- Перевозников Никита Иосифович — полный кавалер ордена Славы